# Jutta Langreuter
Jutta Langreuter (geboren 1944 in Kopenhagen; † Februar 2025) war eine deutsche Kinderbuch-Autorin.

## Leben
Jutta Langreuter lebte in der frühen Kindheit in Norddeutschland und besuchte in Hamburg und anschließend drei Jahre in Brüssel die Schule. Sie studierte in München, wo sie ihr Examen als Diplompsychologin ablegte. Nach dem Studium war sie am Max-Planck-Institut tätig und arbeitete dann im Rahmen von Projekten des Deutschen Jugendinstituts viel mit Kindern. Nach der Geburt ihrer zwei Söhne begann sie mit dem Schreiben von Kinderbüchern.
Einige ihrer bekanntesten Kinderbücher sind „Frida, die kleine Waldhexe“, „Käpt’n Sharky“, „Der Weihnachtsmann hat Schnupfen“ und „Das magische Weihnachtskarussell“.
Langreuter schrieb alle Bücher der Reihe „Käpt’n Sharky“, ab dem Band Käpt’n Sharky und die geheimnisvolle Nebelinsel wirkte ihr Sohn Jeremy Langreuter als Autor mit; alle Bücher wurden von Silvio Neuendorf illustriert. Die Bücher wurden in mehr als elf Sprachen übersetzt.

## Veröffentlichungen (Auswahl)
- Das magische Weihnachtskarussell. Coppenrath, Münster 2019, ISBN 978-3-649-63186-6.
- Der kleine Lord. Arena-Verlag, Würzburg 2019, ISBN 978-3-401-71313-7.
- Frida, die kleine Waldhexe – Plätzchenzauber, Kuchenstück – Zusammensein ist Weihnachtsglück. Arena-Verlag, Würzburg 2019, ISBN 978-3-401-71047-1.
- Jutta Langreuter: Käpt’n Sharky und die geheimnisvolle Nebelinsel. Coppenrath, Münster 2019, ISBN 978-3-649-62976-4.
- Käpt’n Sharky – das Geheimnis der Schildkrötenkönigin. Coppenrath, Münster 2020, ISBN 978-3-649-63382-2.
- So lieb hab ich nur dich! Arena-Verlag, Würzburg 2020, ISBN 978-3-401-51166-5.
- Frida, die kleine Waldhexe – Hexentrank und Zauberei: so ist der Streit ganz schnell vorbei. Arena-Verlag, Würzburg 2021, ISBN 978-3-401-71593-3.
- Frida, die kleine Waldhexe – Spinnentier und Raben, man muss nicht alles haben! Türkiye İş Bankası Kültür Yayınlar, İstanbul 2021, ISBN 978-6-25405002-2.
- Ich bin so gern mit dir zusammen. Carlsen, Hamburg 2021, ISBN 978-3-551-03267-6.
- Käpt’n Sharky – der Piratenkönig. Coppenrath, Münster 2021, ISBN 978-3-649-63728-8.
- Frida, die kleine Waldhexe – Schwarzer Kater, kleine Maus, hereinspaziert ins Hexenhaus. Arena-Verlag, Würzburg 2022, ISBN 978-3-401-71800-2.